# کوچوکیالی (متروی استانبول)
کوچوکیالی (انگلیسی: Küçükyalı) یکی از ایستگاه‌های خط ام۴ متروی استانبول است.
این ایستگاه که در منطقه مال‌تپه قرار دارد در سال ۲۰۱۲ تأسیس شده‌است.